# Sídla domorodých úřadů tchu-s’
Sídla domorodých úřadů tchu-s’ (čínsky pchin-jinem Tǔsī yízhǐ, znaky zjednodušené 土司遗址, tradiční 土司遗址) jsou pozůstatky tří domorodých úřadů tchu-s’ v provinciích Chu-nan, Chu-pej a Kuej-čou, které byly v roce 2015 zařazeny na Seznam světového dědictví organizace UNESCO.
Zapsány byly jako symbol historických čínských administrativních postupů „spojujících sjednocování země s respektem ke zvykům a způsobu života menšin“. Domorodý úřad tchu-s’ bylo v Číně od 13. století obecné označení autonomních území nečínských kmenů v jihozápadní Číně na úrovni prefektury, kraje nebo okresu. První zřídila říše Jüan, systematicky je zaváděla vláda říše Ming, přetrvaly i za Čchingů. Do světového dědictví byla zařazena sídla domorodých úřadů v Lao-s’-čchengu, Tchang-ja a Chaj-lung-tchunu.
Lao-s’-čcheng leží na západě provincie Chu-nan v okresu Jung-šun v Tchuťiaské a miaoské autonomní prefektuře Siang-si. Od roku 1995 v něm probíhá archeologický výzkum pozůstatků paláce místního náčelníka a s ním souvisejícího sídla, pocházejícího z mingské doby.
Tchang-ja leží na jihozápadě provincie Chu-pej v okresu Sien-feng v Tchuťiaské a miaoské autonomní prefektuře En-š’. Místní tchuťiaští náčelníci zde sídlili od poloviny 14. století do 30. let století osmnáctého.
Chaj-lung-tchun leží u hory Lung-jen v jihočínském okresu Chuej-čchuan (v prefektuře Cun-i na severu provincie Kuej-čou). Má rozlohu 1,59 km², obklopen je téměř šesti kilometry hradeb. Jádrem komplexu byly dva paláce, každý o 20 tisíci m². Vznikl roku 1257. Sloužil jako sídlo a pevnost náčelníků místních kmenů Miao z rodu Jang. Své postavení si udrželi několik století, dokud se poslední z nich po roce 1587 nevzbouřil v povstání Jang Jing-lunga, mingská armáda Chaj-lung-tchun roku 1600 dobyla a vypálila.